# Воливе Сен Ламбер
Воливе Сен Ламбер (фр. Woluwe-Saint-Lambert, хол. Sint-Lambrechts-Woluwe) је општина у Белгији у региону Брисел. Према процени из 2007. у општини је живело 48.315 становника.

## Становништво
Према процени, у општини је 1. јануара 2015. живело 54.022 становника.
| 1984.  | 2000.  | 2010. | 2015. |
| ------ | ------ | ----- | ----- |
| 48.982 | 46.528 | 50749 | 54022 |